# Emersonella rotunda
Emersonella rotunda är en stekelart som först beskrevs av William Harris Ashmead 1894.  Emersonella rotunda ingår i släktet Emersonella och familjen finglanssteklar. Inga underarter finns listade i Catalogue of Life.